# Brilliant Legacy
Brilliant Legacy (hangeul : 찬란한 유산 ; RR : Chanranhan yusan ; également appelé Shining Inheritance ; en français Brillant héritage) est une série télévisée sud-coréenne diffusé en 2009 sur SBS (Corée du Sud).

## Scénario
Go Eun Sung (Han Hyo Joo) étudie à New York et revient en Corée du Sud pour emmener son frère autiste, Eun Woo, aux États-Unis pour étudier la musique. Sun-woo Hwan (Lee Seung-gi), qui étudie aussi à New York, a reçu l'ordre de revenir en Corée par sa grand-mère, Jang Sook Ja, pour apprendre à diriger son entreprise. Eun Sung et Hwan, qui ont pris le même vol pour revenir chez eux, échangent par accident leurs valises, ce qui conduit à de nombreux malentendus entre eux.
Le père de Eun Sung, Go Pyung Joong, lutte pour sauver son entreprise de la faillite. Un jour, son porte-feuille et ses objets de valeur sont volés par un voleur qui meurt peu après dans une explosion de gaz accidentelle. La police, ayant trouvé les biens de Pyung Joong sur le voleur, émettent un certificat de décès au nom de Pyung Joong. Il décide alors de se cacher et de ne pas dire à sa famille qu'il est vivant pour qu'ils puissent réclamer l'argent de l'assurance vie et l'utiliser pour éponger les dettes. Néanmoins, sa seconde épouse, Baek Sung Hee, met à la porte ses beaux-enfants, Eun Sung et Eun Woo, après avoir reçu l'argent de l'assurance et déménage avec sa fille Yoo Seung Mi (Moon Chae Won), qui était la meilleure amie de Hwan, bien qu'elle espérait plus.
Eun Sung demande l'aide à ses amis, y compris Hyung Jin, qui l'avait évité car elle n'était plus riche désormais. Elle réussit alors à trouver un emploi dans une boîte de nuit avec l'aide de son amie Hye Ri. A la boite de nuit, Eun Sung rencontre Park Joon Se (Bae Soo Bin), qui est choqué de la voir travailler ici. Elle a également rencontré Hwan, qui lui a fait perdre Eun Woo. Réalisant que ce dernier a disparu, Eun Sung est dévasté et essaye de le trouver, en vain. Avec l'aide de Hye Ri et Joon Se, Eun Sung loue une chambre et démarre un petit commerce de quenelles tout en continuant de rechercher son frère.
Pendant ce temps, Sook Ja est profondément déçue de son petit-fils, car Hwan n'a aucun objectif dans la vie et ne sait pas comment diriger une entreprise et ses employés. Tout en réfléchissant ce qu'elle doit faire à propos de son petit fils, Sook Ja visite le quartier dans lequel elle habitait lorsqu'elle était pauvre et rencontre Eun Sung, qui vend ses quenelles. Sook Ja est alors victime d'un accident et reçoit l'aide d'Eun Sung. Touchée par l'aide qu'elle lui a apporté malgré ses faibles revenus, Sook Ja décide d'amener Eun Sung chez elle et annonce à sa famille qu'elle va vivre avec eux et qu'elle la nommerai héritière si elle parvenait à augmenter les bénéfices de l'entreprise de 20 %. De plus, elle décide d'arrêter d'aider Hwan, sa mère et sa sœur, et leur ordonne de travailler comme des employés normaux dans la société.

## Acteurs et personnages

### Acteurs principaux
- Han Hyo-joo : Go Eun Sung
- Jun In-taek : Go Pyung Joong (père)
- Kim Mi-sook : Baek Sung Hee (belle-mère)
- Moon Chae-won : Yoo Seung Mi (belle-sœur)
- Yun Joon-suk : Go Eun Woo (frère cadet)
- Lee Seung-gi : Sun-woo Hwan
- Ban Hyo-jung : Jang Sook Ja (grand-mère)
- Yoo Ji-in : Oh Young Ran (mère)
- Han Ye-won : Sun-woo Jung (sœur cadette)
- Lee Seung-hyung : Pyo Sung Chul (majordome)
- Bae Soo-bin : Park Joon Se
- Choi Jung-woo : Park Tae Soo (père)

### Autres acteurs
- Min Young-won : Lee Hye Ri (ami de Eun Sung)
- Jung Suk-won : Jin Young Suk (ami de Hwan)
- Son Yuh-eun : Jung In Young (ami de Eun Sung et Seung Mi)
- Kim Jae-seung : Lee Hyung Jin (junior de Joon Se)
- Baek Seung-hyun : Lee Joon Young / Manager Lee (directeur de magasin)
- Park Sang-hyun : Park Soo Jae (travailleur du magasin)

## Diffusion internationale
| Pays            | Chaîne                               | Titre                 | Première diffusion |
| --------------- | ------------------------------------ | --------------------- | ------------------ |
| Corée du Sud    | SBS                                  | 찬란한 유산           | 25 avril 2009      |
| États-Unis      | SBS International                    | Brilliant Legacy      |                    |
| Canada          | All TV                               |                       |                    |
| Japon           | BS Japan                             | 華麗なる遺産          |                    |
| Thaïlande       | Thailand Colour Television Channel 3 | มรดกรัก ฉบับพันล้านวอน    |                    |
| Taïwan          | Gala Television                      | 燦爛的遺產            |                    |
| Chine           | CETV                                 | 燦爛的遺產            |                    |
| Chine           | Hunan Television                     | 燦爛的遺產            |                    |
| Malaisie        | 8TV                                  | 燦爛的遺產            |                    |
| Hong Kong       | TVB J2                               | 燦爛的遺產            |                    |
| Singapour       | MediaCorp Channel U                  | 燦爛的遺產            |                    |
| Indonésie       | Indosiar                             |                       |                    |
| Philippines     | GMA Network                          | Shining Inheritance   | 2009               |
| Chili           | Mega                                 | Sorpresas del destino | 2012               |
| Chili           | Etc TV                               | Sorpresas del destino | 2013               |
| Équateur        | Ecuavisa                             | Sorpresas del destino | 2011               |
| Amérique latine | Pasiones                             | Sorpresas del destino |                    |
| États-Unis      | Pasiones                             | Sorpresas del destino |                    |
| États-Unis      | MundoFOX                             | Sorpresas del destino | 2013               |
| Panama          | SERTV Canal 11                       | Sorpresas del destino | 2013               |
| Venezuela       | Venevisión                           | Sorpresas del destino | 2014               |
| Pérou           | Panamericana Televisión              | Sorpresas del destino | 2014               |

## Versions
- My Splendid Life (Dragon TV, 2011).
- Elimi Bırakma (TRT 1, 2018-2019), avec Alina Boz, Alp Navruz, Dolunay Soysert, Seray Gözler, Nihat Altınkaya et Ebru Aykaç.
- Shining Inheritance (GMA Network, 2024), avec Kate Valdez, Kyline Alcantara, Paul Salas, Michael Sager.

### Sources
- (en) Cet article est partiellement ou en totalité issu de l’article de Wikipédia en anglais intitulé « Brilliant Legacy » (voir la liste des auteurs).